# Каплакрики
Каплакрики (исл. Kaplakriki) — многоцелевой стадион в Хабнарфьордюре, Исландия. Вместимость — 6 450 зрителей, сидячих мест — 3 050. Является домашним стадионом клуба Хабнарфьордюр.
Стадион в настоящее время находится на генеральной реконструкции, в результате которой планируется увеличить его вместимость до 4 000 сидячих мест. Существуют и планы, при которых вместимость будет увеличена до 6 000 сидячих мест, в результате чего стадион станет вторым по вместимости в Исландии (после национального «Лаугардалсвёллур»). Также запланирована постройка нескольких новых зданий возле стадиона и крытого манежа.